# 1050-ті
Високе Середньовіччя •  Епоха вікінгів •  Золота доба ісламу •  Реконкіста  •  Київська Русь

## Події
У Києві до 1054 року княжив Ярослав Мудрий. Після його смерті київський престол успадкував Ізяслав Ярославич, а його брати, з якими йому довелося ділити владу в Київській Русі, отримали уділи в Чернігові, Переяславі, Смоленську. Іларіон став першим київським митрополитом, призначеним без згоди константинопольського патріарха. Засновано Києво-Печерський монастир. На замовлення Ярослава Мудрого в Києві споруджено Ірининську та Георгієвської церкви, що не збереглися до нашого часу.
1054 року відбувся розкол християнських церков на західну і східну. Папський легат Гумберт оголосив від імені папи Лева IX анафему константинопольському патріарху Михайлу Кіруларію. У відповідь Михайло Кіруларій відлучив від церкви як Гумберта, так і папу римського. 
1059 року через квапливе обрання Бенедикта X папою римським, визнане недійсним, папа Миколай II оголосив буллу за якою право обирати папу належить колегії кардиналів.
Змінилися стосунки Святого престолу з норманськими авантюристами, що окупували південь Апеннінського півострова. Спроба приборкати їх з допомогою німецьких військ завершилася поразкою в битві при Чивітате. Папа Лев IX потрапив у полон. Відбулося примирення, а до кінця десятиліття було укладено угоду, за якої нормани визнавали сюзеренітет Святого престолу, але отримали захоплені землі як інвеституру. Нормани продовжили свої завоювання, намагаючись відібрати землі у Візантії на півдні Італії та в арабів на Сицилії.
У Візантії зі смертю імператриці Феодори завершилася Македонська династія. Після короткого правління Михайла Стратіотіка, який не належав до жодної династії, до влади прийшли  спочатку Ісаак, а після нього Костянтин X Дука.
Зі смертю імператора Священної Римської імперії Генріха III королем Німеччини став його малолітній син Генріх IV. Королем Франції теж став малолітній Філіп I, син Анни Ярославни. У Польщі після смерті Казимира I Відновителя почав княжити Болеслав II Сміливий. В Угорщині король Андраш I коронував на престол свого сина Шаломона, що призвело до конфлікту з братом Белою й загибелі короля. Бела I став новим королем Угорщини. Петар Крешимир IV став королем Хорватії та Далмації. 
Почався наступ короля Кастилії Фердинанда I на Аль-Андалус. Арабські бедуїни з Єгипту захопили Кайруан в Іфрикії, потіснивши Зірідів. Альморавіди захопили землі на території сучасних Марокко і Гани. 
Сельджуки окупували Багдад. Халіф аль-Каїм, отримавши підтримку сунітів проти шиїтів Буїдів та Фатімідів, оголосив Тургул-бека султаном. Як наслідок сельджуки стали загрожувати кордонам Візантії.